# Bazoilles-sur-Meuse
Bazoilles-sur-Meuse település Franciaországban, Vosges megyében. Lakosainak száma 612 fő (2022. január 1.). Bazoilles-sur-Meuse Liffol-le-Grand, Pompierre, Harréville-les-Chanteurs, Circourt-sur-Mouzon, Fréville és Neufchâteau községekkel határos.

## Népesség
A település népességének változása:
| Lakosok száma | 604  | 610  | 622  | 598  | 600  | 603  | 605  | 605  | 612  |
|               | 2013 | 2015 | 2016 | 2017 | 2018 | 2019 | 2020 | 2021 | 2022 |